# Deposizione di Cristo (Cairano)
La Deposizione di Cristo è una scultura in marmo (74×66×33 cm) di Gasparo Cairano e bottega, databile al 1510-1515 circa e conservata nei depositi del museo di Santa Giulia di Brescia, con numero d'inventario 378.

## Storia
L'origine dell'opera è ignota e neppure si conoscono le vicende che l'hanno portata a far parte delle raccolte civiche museali di Brescia. L'ingresso è comunque ottocentesco, in quanto è raffigurata in una fotografia del Museo dell'Età Cristiana, il nucleo primitivo del museo attuale, successiva al 1882 e precedente al XX secolo, ritraente un particolare della sala.

## Descrizione e stile
Il gruppo marmoreo presenta ampie parti non rifinite e, in generale, è in cattivo stato di conservazione in quanto molto rovinato. Non esiste trattazione critica dell'opera prima del 2010, quando viene discussa da Vito Zani e inserita da questi nel catalogo di Gasparo Cairano, nell'ambito della riconsiderazione organica della scultura rinascimentale bresciana e dei suoi protagonisti, condotta dallo studioso nel primo decennio del XXI secolo. Lo Zani evidenzia in quest'opera chiare citazioni della maniera più tarda dello scultore, soprattutto nei due anziani in piedi alle due estremità del gruppo e nella figura del San Giovanni Evangelista inginocchiato.
L'anziano di sinistra, in particolare, trova un evidente corrispettivo in uno degli Apostoli della chiesa di San Pietro in Oliveto, tuttavia presenta un'evoluzione verso un carattere più moderno e maestoso, coerentemente con i tentativi di apertura verso un gusto rinnovato attuati da Cairano e bottega durante gli ultimi anni di carriera dello scultore. Vito Zani non esclude che sia stata lavorata anche dopo la morte del maestro, come sembrano testimoniare i volti dei vari personaggi, forse interamente frutto di almeno un collaboratore. È inoltre interessante notare, anche come ulteriore testimonianza dei tentativi di aggiornamento, che la composizione generale dell'opera si rifà a gruppi pittorici di eguale soggetto dipinti nei medesimi anni, in particolare quelli del Romanino, tra i quali spicca per somiglianza il Compianto alle Gallerie dell'Accademia di Venezia eseguito nel 1510.
Questo Compianto potrebbe anche essere il coronamento perduto, e in tal caso mai neppure portato a termine, del mausoleo Martinengo, massima opera scultorea del Rinascimento bresciano riportata sotto lo scalpello di Gasparo Cairano sempre da Vito Zani negli anni 2000. La questione del perduto coronamento centrale del mausoleo, collocato tra le due statue apicali di San Pietro e San Paolo, ha sollevato le domande della critica per anni, almeno a partire dalla trattazione di Antonio Morassi negli anni 1930. Il problema ha trovato ulteriore conferma dopo il rinvenimento del contratto originale del 1503 da parte di Camillo Boselli nel 1977, nel quale la presenza di un fastigio superiore è addirittura compresa tra i dettagli che, secondo il documento, il sepolcro avrebbe dovuto avere. Il contratto specifica anche il soggetto, ossia una "imagibus [...] in forma pietatis", ossia una Pietà, coerentemente con la destinazione dell'opera a monumento funebre. L'attribuzione del monumento a Cairano ha quindi portato alla ricerca, tra le opere a lui attribuite, quelle che, verosimilmente, avrebbero potuto far parte del mausoleo Martinengo. Due sono le sculture che rispondono alle caratteristiche: la Deposizione di Brescia e il Compianto sul Cristo morto al museo d'Arte Antica di Milano.